# Австро-турецкая война (1716—1718)
Австро-турецкая война 1716—1718 годов — одна из многочисленных войн между Австрией и Османской империей. Империя Габсбургов в союзе с Венецианской республикой выступила против Османской империи.

## Причины войны
Воодушевленные победой над царём Петром (Прутский поход 1711 года) турки запланировали пересмотр Карловицкого мирного договора, обратившись сначала против Венецианской республики, которая казалась им самым слабым местом союза, считая, что Австрия, ослабленная Войной за испанское наследство (1701-1714), которая только что закончилась, не вступит в войну вместе с венецианским союзником. В 1714 году Османская империя объявила войну Венеции. Однако Венеция, столкнувшись с серьезными трудностями, обратилась к обязательствам, взятым Австрией перед Священной лигой 1683 года, которые неизбежно потребовали бы австрийского военного вмешательства вместе с союзником. Император Карл VI колебался из-за финансового и военного положения, которое ослабила Война за испанское наследство, но когда папа Климент XI решил выделить крупную сумму в пользу австрийской интервенции, и после получения от Франции гарантий невмешательства на территории Италии, оккупированные Австрией, возобновил пакт с Венецианской республикой 13 апреля 1716 г. и решил вступить в войну на её стороне против османов. 

## Боевые действия
В 1716 году великий визирь Дамат Силахдар Али-паша повёл армию силой в 200 000 человек на Белград, а флот отправился блокировать Корфу. Евгений Савойский, председатель Высшего военного совета с 1703 года, имел в своем распоряжении около 70 000 человек личного состава. 5 августа 1716 года противоборствующие армии сошлись у Петроварадина, и Евгению Савойскому понадобилось 5 часов, чтобы наголову разбить турок. 5000 австрийцев и 30 000 (по другим данным, 6000) турок погибли. Был также убит великий визирь. Кроме того, войска императора собрали огромную добычу. Новости о поражении под Петроварадином настолько обескуражили турок на Корфу, что они сняли осаду.
После победоносного сражения при Петерварадине князь Евгений хотел воспользоваться стратегическим преимуществом, поэтому он направил свои силы на завоевание Белграда. Это была настоящая крепость, расположенная при впадении Дуная в Саву, для завоевания которой необходима была серьёзная подготовка. Поэтому Савойский решил сначала атаковать крепость Темешвар, взятие которой позволило бы ему занять Банат, последний регион старого Венгерского королевства, до сих пор бывший в руках турок. Осада крепости началась уже в августе и неожиданно завершилась в октябре капитуляцией турецкого гарнизона и разрешением османскому гражданскому населению покинуть город и уйти к Белграду, все еще находящемуся в руках турок.
Полгода продолжалась подготовка к осаде Белграда. На Дунае была создана вооруженная флотилия, которую Савойский считал необходимой для взятия крепости. Экипажи для построенной флотилии были набраны в габсбургских Нидерландах. 9 июня 1717 года Савойский начал марш на Белград во главе примерно 70 000 человек, к которым добавились 6 000 баварцев под командованием генерала Александра фон Маффеи и другие войска. После форсирования Дуная 15 и 16 июня австрийцы подошли к Белграду и начали рыть траншеи против крепости. После двухмесячной осады они взяли Белград, а затем, продвигаясь по долинам балканских рек, продолжили наступление на юг, глубоко проникнув в глубь территории Османской империи.
После многочисленных поражений, понесенных в этой войне, Османская империя была готова к миру, как и империя Габсбургов, которая в ноябре 1717 года почти беспомощно стала свидетелем вторжения испанских войск на Сардинию, находившуюся тогда в руках Габсбургов. В мае 1718 года великим визирем стал Невшехирли Дамат Ибрахим-паша, и османы согласились на переговоры, которые проходили в расположенном к юго-востоку от Белграда Пожареваце. Посредниками были британский и голландский послы при дворе султана.

## Результаты
21 июля 1718 года был подписан Пожаревацкий мир, по итогам которого Австрия подтвердила приобретенные позиции: получила Банат, западную Валахию, северную Сербию с городом Белградом и часть Боснии. Венеция была вынуждена отказаться от Мореи, но смогла сохранить за собой Ионические острова и расширили свои владения в Далмации крепостями Бутринт, Парга, Превеза и Воница. Помимо прочего, Австрия расширила доступ к торговле с территориями, входившими в сферу влияния Османской империи.